# Акмяне
Акмяне (лит. Akmenė) або Окмяни (пол. Okmiany, рос. Окмяны) — місто в північній частині Литви, у Акмянському районі. 

## Положення і загальна характеристика
Розташоване за 12 км від адміністративного центру району міста Науйої-Акмяне.

## Топонім
Назва міста походить від слова «akmuo» (камінь). До 17 століття мало назву Дібікіне (від назви річки, на якій лежить).

## Історія
Садиба Акмяне згадана 1511 року. 1531 року Сигізмунд Старший дозволив збудувати місто Дабікіне.

## Населення
| Динаміка населення з 1736 по 2013                                                                     |      |       |          |          |          |          |
| 1736                                                                                                  | 1859 | 1867* | 1897пер. | 1902     | 1923пер. | 1959пер. |
| 16 | 790  | 790   | 1501     | 1071     | 1453     | 1801     |
| 1970пер.                                                                                              | 1974 | 1976  | 1979пер. | 1989пер. | 2001пер. | 2007     |
| 2372                                                                                                  | 2900 | 2900  | 3075     | 3458     | 3140     | 2813     |
| 2011пер.                                                                                              | 2013 | -     | -        | -        | -        | -        |
| 2593                                                                                                  | 2521 | -     | -        | -        | -        | -        |
| - * pagal enciklopedijos išleidimo metus. Metai, kurių duomenys pateikti enciklopedijoje, nenurodyti. |      |       |          |          |          |          |
| Гістограма динаміки населення                                                                         |      |       |          |          |          |          |

## Міста-побратими
- Конін, Республіка Польща
- Руставі, Грузія (5 червня 2015)[1]
- Східниця, Україна[2]

## Відомі особистості
- Юозас Мільтініс —  литовський театральний режисер, актор і засновник Драматичного театру в Паневежисі